# Lijst van WWE-pay-per-view- en WWE Network-evenementen

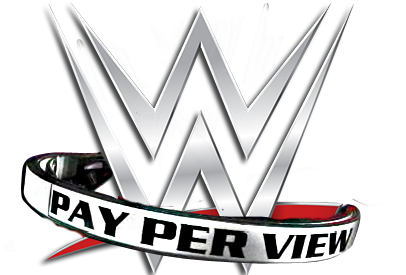
WWE-pay-per-viewlogo

Dit is een chronologische lijst van pay-per-view- en WWE Network-evenementen geproduceerd en georganiseerd door de WWE. 

In 2013 hield WWE één pay-per-viewevenement per maand, maar in de maand oktober werden er twee evenementen gehouden en daarnaast werd er in de maand maart geen evenement gehouden. Vanaf 2014 werden er steeds meer evenementen gehouden en kwamen er nieuwe jaarlijkse evenementen erbij zoals Clash of Champions, Super ShowDown en Crown Jewel. NXT is officieel de 3e brand van WWE geworden. NXT heeft daarom ook zijn eigen evenementen genaamd NXT TakeOver en voor NXT UK, NXT UK TakeOver.

## Tijdlijn van alle evenementen

### Jaren tachtig

#### 1985
| Januari | Februari | Maart          | April | Mei | Juni | Juli | Augustus | September | Oktober | November              | December |
| ------- | -------- | -------------- | ----- | --- | ---- | ---- | -------- | --------- | ------- | --------------------- | -------- |
|         |          | WrestleMania I |       |     |      |      |          |           |         | The Wrestling Classic |          |

#### 1986
| Januari | Februari       | Maart | April | Mei | Juni | Juli | Augustus | September | Oktober | November | December |
| ------- | -------------- | ----- | ----- | --- | ---- | ---- | -------- | --------- | ------- | -------- | -------- |
|         | WrestleMania 2 |       |       |     |      |      |          |           |         |          |          |

#### 1987
| Januari | Februari | Maart            | April | Mei | Juni | Juli | Augustus | September | Oktober | November        | December |
| ------- | -------- | ---------------- | ----- | --- | ---- | ---- | -------- | --------- | ------- | --------------- | -------- |
|         |          | WrestleMania III |       |     |      |      |          |           |         | Survivor Series |          |

#### 1988
| Januari | Februari | Maart           | April | Mei | Juni | Juli | Augustus   | September | Oktober | November        | December |
| ------- | -------- | --------------- | ----- | --- | ---- | ---- | ---------- | --------- | ------- | --------------- | -------- |
|         |          | WrestleMania IV |       |     |      |      | SummerSlam |           |         | Survivor Series |          |

#### 1989
| Januari      | Februari | Maart | April          | Mei | Juni | Juli | Augustus   | September | Oktober | November        | December        |
| ------------ | -------- | ----- | -------------- | --- | ---- | ---- | ---------- | --------- | ------- | --------------- | --------------- |
| Royal Rumble |          |       | WrestleMania V |     |      |      | SummerSlam |           |         | Survivor Series | No Holds Barred |

### Jaren negentig

#### 1990
| Januari      | Februari | Maart | April           | Mei | Juni | Juli | Augustus   | September | Oktober | November        | December |
| ------------ | -------- | ----- | --------------- | --- | ---- | ---- | ---------- | --------- | ------- | --------------- | -------- |
| Royal Rumble |          |       | WrestleMania VI |     |      |      | SummerSlam |           |         | Survivor Series |          |

#### 1991
| Januari      | Februari | Maart            | April | Mei | Juni | Juli | Augustus   | September | Oktober | November        | December              |
| ------------ | -------- | ---------------- | ----- | --- | ---- | ---- | ---------- | --------- | ------- | --------------- | --------------------- |
| Royal Rumble |          | WrestleMania VII |       |     |      |      | SummerSlam |           |         | Survivor Series | This Tuesday in Texas |

#### 1992
| Januari      | Februari | Maart | April             | Mei | Juni | Juli | Augustus   | September | Oktober | November        | December |
| ------------ | -------- | ----- | ----------------- | --- | ---- | ---- | ---------- | --------- | ------- | --------------- | -------- |
| Royal Rumble |          |       | WrestleMania VIII |     |      |      | SummerSlam |           |         | Survivor Series |          |

#### 1993
| Januari      | Februari | Maart | April           | Mei | Juni             | Juli | Augustus   | September | Oktober | November        | December |
| ------------ | -------- | ----- | --------------- | --- | ---------------- | ---- | ---------- | --------- | ------- | --------------- | -------- |
| Royal Rumble |          |       | WrestleMania IX |     | King of the Ring |      | SummerSlam |           |         | Survivor Series |          |

#### 1994
| Januari      | Februari | Maart          | April | Mei | Juni             | Juli | Augustus   | September | Oktober | November        | December |
| ------------ | -------- | -------------- | ----- | --- | ---------------- | ---- | ---------- | --------- | ------- | --------------- | -------- |
| Royal Rumble |          | WrestleMania X |       |     | King of the Ring |      | SummerSlam |           |         | Survivor Series |          |

#### 1995
| Januari      | Februari | Maart | April           | Mei             | Juni             | Juli            | Augustus   | September       | Oktober         | November        | December        |
| ------------ | -------- | ----- | --------------- | --------------- | ---------------- | --------------- | ---------- | --------------- | --------------- | --------------- | --------------- |
| Royal Rumble |          |       | WrestleMania XI | In Your House 1 | King of the Ring | In Your House 2 | SummerSlam | In Your House 3 | In Your House 4 | Survivor Series | In Your House 5 |

#### 1996
| Januari      | Februari        | Maart            | April                                         | Mei                            | Juni             | Juli                                    | Augustus   | September                    | Oktober                        | November        | December                    |
| ------------ | --------------- | ---------------- | --------------------------------------------- | ------------------------------ | ---------------- | --------------------------------------- | ---------- | ---------------------------- | ------------------------------ | --------------- | --------------------------- |
| Royal Rumble | In Your House 6 | WrestleMania XII | In Your House 7: Good Friends, Better Enemies | In Your House 8: Beware of Dog | King of the Ring | In Your House 9: International Incident | SummerSlam | In Your House 10: Mind Games | In Your House 11: Buried Alive | Survivor Series | In Your House 12: It's Time |

#### 1997
| Januari      | Februari                     | Maart           | April                                   | Mei                                  | Juni             | Juli                                | Augustus   | September                  | Oktober                   | November        | December                      |
| ------------ | ---------------------------- | --------------- | --------------------------------------- | ------------------------------------ | ---------------- | ----------------------------------- | ---------- | -------------------------- | ------------------------- | --------------- | ----------------------------- |
| Royal Rumble | In Your House 13: Final Four | WrestleMania 13 | In Your House 14: Revenge of the 'Taker | In Your House 15: A Cold Day in Hell | King of the Ring | In Your House 16: Canadian Stampede | SummerSlam | Ground Zero: In Your House | Badd Blood: In Your House | Survivor Series | D-Generation X: In Your House |
| Royal Rumble | In Your House 13: Final Four | WrestleMania 13 | In Your House 14: Revenge of the 'Taker | In Your House 15: A Cold Day in Hell | King of the Ring | In Your House 16: Canadian Stampede | SummerSlam | One Night Only             | Badd Blood: In Your House | Survivor Series | D-Generation X: In Your House |

#### 1998
| Januari      | Februari                           | Maart            | April                     | Mei                          | Juni             | Juli                        | Augustus   | September                | Oktober                     | November        | December                   |
| ------------ | ---------------------------------- | ---------------- | ------------------------- | ---------------------------- | ---------------- | --------------------------- | ---------- | ------------------------ | --------------------------- | --------------- | -------------------------- |
| Royal Rumble | No Way Out of Texas: In Your House | WrestleMania XIV | Unforgiven: In Your House | Over the Edge: In Your House | King of the Ring | Fully Loaded: In Your House | SummerSlam | Breakdown: In Your House | Judgment Day: In Your House | Survivor Series | Capital Carnage            |
| Royal Rumble | No Way Out of Texas: In Your House | WrestleMania XIV | Unforgiven: In Your House | Over the Edge: In Your House | King of the Ring | Fully Loaded: In Your House | SummerSlam | Breakdown: In Your House | Judgment Day: In Your House | Survivor Series | Rock Bottom: In Your House |

#### 1999
| Januari      | Februari                                    | Maart           | April                   | Mei           | Juni             | Juli         | Augustus   | September  | Oktober   | November        | December   |
| ------------ | ------------------------------------------- | --------------- | ----------------------- | ------------- | ---------------- | ------------ | ---------- | ---------- | --------- | --------------- | ---------- |
| Royal Rumble | St. Valentine's Day Massacre: In Your House | WrestleMania XV | Backlash: In Your House | No Mercy      | King of the Ring | Fully Loaded | SummerSlam | Unforgiven | Rebellion | Survivor Series | Armageddon |
| Royal Rumble | St. Valentine's Day Massacre: In Your House | WrestleMania XV | Backlash: In Your House | Over the Edge | King of the Ring | Fully Loaded | SummerSlam | Unforgiven | No Mercy  | Survivor Series | Armageddon |

### Jaren nul

#### 2000
| Januari      | Februari   | Maart    | April             | Mei          | Juni             | Juli         | Augustus   | September  | Oktober  | November        | December  |
| ------------ | ---------- | -------- | ----------------- | ------------ | ---------------- | ------------ | ---------- | ---------- | -------- | --------------- | --------- |
| Royal Rumble | No Way Out |          | WrestleMania 2000 | Insurrextion | King of the Ring | Fully Loaded | SummerSlam | Unforgiven | No Mercy | Survivor Series | Rebellion |
| Royal Rumble | No Way Out | Backlash | Judgment Day      | Armageddon   | King of the Ring | Fully Loaded | SummerSlam | Unforgiven | No Mercy | Survivor Series |           |

#### 2001
| Januari      | Februari   | Maart    | April                | Mei             | Juni             | Juli     | Augustus   | September  | Oktober  | November  | December  |
| ------------ | ---------- | -------- | -------------------- | --------------- | ---------------- | -------- | ---------- | ---------- | -------- | --------- | --------- |
| Royal Rumble | No Way Out |          | WrestleMania X-Seven | Insurrextion    | King of the Ring | Invasion | SummerSlam | Unforgiven | No Mercy | Rebellion | Vengeance |
| Royal Rumble | No Way Out | Backlash | Judgment Day         | Survivor Series | King of the Ring | Invasion | SummerSlam | Unforgiven | No Mercy |           | Vengeance |

#### 2002
| Januari      | Februari   | Maart           | April    | Mei          | Juni             | Juli      | Augustus   | September  | Oktober   | November        | December   |
| ------------ | ---------- | --------------- | -------- | ------------ | ---------------- | --------- | ---------- | ---------- | --------- | --------------- | ---------- |
| Royal Rumble | No Way Out | WrestleMania X8 | Backlash | Insurrextion | King of the Ring | Vengeance | SummerSlam | Unforgiven | No Mercy  | Survivor Series | Armageddon |
| Royal Rumble | No Way Out | WrestleMania X8 | Backlash | Judgment Day | King of the Ring | Vengeance | SummerSlam | Unforgiven | Rebellion | Survivor Series | Armageddon |

#### 2003
| Januari      | Februari   | Maart            | April    | Mei          | Juni         | Juli      | Augustus   | September  | Oktober  | November        | December   |
| ------------ | ---------- | ---------------- | -------- | ------------ | ------------ | --------- | ---------- | ---------- | -------- | --------------- | ---------- |
| Royal Rumble | No Way Out | WrestleMania XIX | Backlash | Judgment Day | Insurrextion | Vengeance | SummerSlam | Unforgiven | No Mercy | Survivor Series | Armageddon |
| Royal Rumble | No Way Out | WrestleMania XIX | Backlash | Judgment Day | Bad Blood    | Vengeance | SummerSlam | Unforgiven | No Mercy | Survivor Series | Armageddon |

#### 2004
| Januari      | Februari   | Maart           | April    | Mei          | Juni                    | Juli      | Augustus   | September  | Oktober       | November        | December   |
| ------------ | ---------- | --------------- | -------- | ------------ | ----------------------- | --------- | ---------- | ---------- | ------------- | --------------- | ---------- |
| Royal Rumble | No Way Out | WrestleMania XX | Backlash | Judgment Day | Bad Blood               | Vengeance | SummerSlam | Unforgiven | No Mercy      | Survivor Series | Armageddon |
| Royal Rumble | No Way Out | WrestleMania XX | Backlash | Judgment Day | The Great American Bash | Vengeance | SummerSlam | Unforgiven | Taboo Tuesday | Survivor Series | Armageddon |

#### 2005
| Januari               | Februari   | Maart        | April           | Mei       | Juni                | Juli                    | Augustus   | September  | Oktober  | November      | December   |
| --------------------- | ---------- | ------------ | --------------- | --------- | ------------------- | ----------------------- | ---------- | ---------- | -------- | ------------- | ---------- |
| New Year's Revolution | No Way Out |              | WrestleMania 21 | Backlash  | ECW One Night Stand | The Great American Bash | SummerSlam | Unforgiven | No Mercy | Taboo Tuesday | Armageddon |
| Royal Rumble          | No Way Out | Judgment Day | WrestleMania 21 | Vengeance | Survivor Series     | The Great American Bash | SummerSlam | Unforgiven | No Mercy |               | Armageddon |

#### 2006
| Januari               | Februari   | Maart    | April           | Mei          | Juni                | Juli                    | Augustus   | September  | Oktober  | November     | December                  |
| --------------------- | ---------- | -------- | --------------- | ------------ | ------------------- | ----------------------- | ---------- | ---------- | -------- | ------------ | ------------------------- |
| New Year's Revolution | No Way Out |          | WrestleMania 22 | Judgment Day | ECW One Night Stand | The Great American Bash | SummerSlam | Unforgiven | No Mercy | Cyber Sunday | ECW December to Dismember |
| Royal Rumble          | No Way Out | Backlash | Vengeance       | Judgment Day | Survivor Series     | The Great American Bash | SummerSlam | Unforgiven | No Mercy | Armageddon   |                           |

#### 2007
| Januari               | Februari   | Maart    | April                         | Mei          | Juni            | Juli                    | Augustus   | September  | Oktober  | November        | December   |
| --------------------- | ---------- | -------- | ----------------------------- | ------------ | --------------- | ----------------------- | ---------- | ---------- | -------- | --------------- | ---------- |
| New Year's Revolution | No Way Out |          | WrestleMania 23               | Judgment Day | One Night Stand | The Great American Bash | SummerSlam | Unforgiven | No Mercy | Survivor Series | Armageddon |
| Royal Rumble          | No Way Out | Backlash | Vengeance: Night of Champions | Judgment Day | Cyber Sunday    | The Great American Bash | SummerSlam | Unforgiven |          | Survivor Series | Armageddon |

#### 2008
| Januari      | Februari   | Maart             | April    | Mei          | Juni               | Juli                    | Augustus   | September  | Oktober      | November        | December   |
| ------------ | ---------- | ----------------- | -------- | ------------ | ------------------ | ----------------------- | ---------- | ---------- | ------------ | --------------- | ---------- |
| Royal Rumble | No Way Out | WrestleMania XXIV | Backlash | Judgment Day | One Night Stand    | The Great American Bash | SummerSlam | Unforgiven | No Mercy     | Survivor Series | Armageddon |
| Royal Rumble | No Way Out | WrestleMania XXIV | Backlash | Judgment Day | Night of Champions | The Great American Bash | SummerSlam | Unforgiven | Cyber Sunday | Survivor Series | Armageddon |

#### 2009
| Januari      | Februari   | Maart    | April            | Mei          | Juni            | Juli               | Augustus   | September      | Oktober        | November        | December                      |
| ------------ | ---------- | -------- | ---------------- | ------------ | --------------- | ------------------ | ---------- | -------------- | -------------- | --------------- | ----------------------------- |
| Royal Rumble | No Way Out |          | WrestleMania XXV | Judgment Day | Extreme Rules   | Night of Champions | SummerSlam | Breaking Point | Hell in a Cell | Survivor Series | TLC: Tables, Ladders & Chairs |
| Royal Rumble | No Way Out | Backlash | The Bash         | Judgment Day | Bragging Rights | Night of Champions | SummerSlam | Breaking Point |                | Survivor Series | TLC: Tables, Ladders & Chairs |

### Jaren tien

#### 2010
| Januari      | Februari            | Maart             | April         | Mei            | Juni        | Juli              | Augustus   | September          | Oktober         | November        | December                      |
| ------------ | ------------------- | ----------------- | ------------- | -------------- | ----------- | ----------------- | ---------- | ------------------ | --------------- | --------------- | ----------------------------- |
| Royal Rumble | Elimination Chamber | WrestleMania XXVI | Extreme Rules | Over The Limit | Fatal 4-Way | Money in the Bank | SummerSlam | Night of Champions | Hell in a Cell  | Survivor Series | TLC: Tables, Ladders & Chairs |
| Royal Rumble | Elimination Chamber | WrestleMania XXVI | Extreme Rules | Over The Limit | Fatal 4-Way | Money in the Bank | SummerSlam | Night of Champions | Bragging Rights | Survivor Series | TLC: Tables, Ladders & Chairs |

#### 2011
| Januari      | Februari            | Maart          | April              | Mei           | Juni               | Juli              | Augustus   | September          | Oktober        | November        | December                      |
| ------------ | ------------------- | -------------- | ------------------ | ------------- | ------------------ | ----------------- | ---------- | ------------------ | -------------- | --------------- | ----------------------------- |
| Royal Rumble | Elimination Chamber |                | WrestleMania XXVII | Extreme Rules | Capitol Punishment | Money in the Bank | SummerSlam | Night of Champions | Hell in a Cell | Survivor Series | TLC: Tables, Ladders & Chairs |
| Royal Rumble | Elimination Chamber | Over The Limit | WrestleMania XXVII | Vengeance     | Capitol Punishment | Money in the Bank | SummerSlam | Night of Champions |                | Survivor Series | TLC: Tables, Ladders & Chairs |

#### 2012
| Januari      | Februari            | Maart         | April               | Mei            | Juni       | Juli              | Augustus   | September          | Oktober        | November        | December                      |
| ------------ | ------------------- | ------------- | ------------------- | -------------- | ---------- | ----------------- | ---------- | ------------------ | -------------- | --------------- | ----------------------------- |
| Royal Rumble | Elimination Chamber |               | WrestleMania XXVIII | Over The Limit | No Way Out | Money in the Bank | SummerSlam | Night of Champions | Hell in a Cell | Survivor Series | TLC: Tables, Ladders & Chairs |
| Royal Rumble | Elimination Chamber | Extreme Rules |                     | Over The Limit | No Way Out | Money in the Bank | SummerSlam | Night of Champions | Hell in a Cell | Survivor Series | TLC: Tables, Ladders & Chairs |

#### 2013
| Januari      | Februari            | Maart          | April           | Mei           | Juni    | Juli              | Augustus   | September          | Oktober      | November        | December                      |
| ------------ | ------------------- | -------------- | --------------- | ------------- | ------- | ----------------- | ---------- | ------------------ | ------------ | --------------- | ----------------------------- |
| Royal Rumble | Elimination Chamber |                | WrestleMania 29 | Extreme Rules | Payback | Money in the Bank | SummerSlam | Night of Champions | Battleground | Survivor Series | TLC: Tables, Ladders & Chairs |
| Royal Rumble | Elimination Chamber | Hell in a Cell | WrestleMania 29 | Extreme Rules | Payback | Money in the Bank | SummerSlam | Night of Champions |              | Survivor Series | TLC: Tables, Ladders & Chairs |

#### 2014
| Januari      | Februari            | Maart        | April            | Mei               | Juni               | Juli         | Augustus   | September                     | Oktober        | November        | December                  |
| ------------ | ------------------- | ------------ | ---------------- | ----------------- | ------------------ | ------------ | ---------- | ----------------------------- | -------------- | --------------- | ------------------------- |
| Royal Rumble | Elimination Chamber |              | WrestleMania XXX | Extreme Rules     | Payback            | Battleground | SummerSlam | NXT TakeOver: Fatal 4-Way     | Hell in a Cell | Survivor Series | NXT TakeOver: R Evolution |
| Royal Rumble | NXT Arrival         | NXT TakeOver | WrestleMania XXX | Money in the Bank | Night of Champions | Battleground | SummerSlam | TLC: Tables, Ladders & Chairs | Hell in a Cell | Survivor Series |                           |

#### 2015
| Januari      | Februari            | Maart           | April            | Mei                       | Juni              | Juli                  | Augustus               | September          | Oktober                         | November        | December                      |
| ------------ | ------------------- | --------------- | ---------------- | ------------------------- | ----------------- | --------------------- | ---------------------- | ------------------ | ------------------------------- | --------------- | ----------------------------- |
| Royal Rumble | NXT TakeOver: Rival | WrestleMania 31 | Extreme Rules    | Payback                   | Money in the Bank | The Beast in the East | NXT TakeOver: Brooklyn | Night of Champions | Live from Madison Square Garden | Survivor Series | TLC: Tables, Ladders & Chairs |
| Royal Rumble | NXT TakeOver: Rival | WrestleMania 31 | Extreme Rules    | NXT TakeOver: Unstoppable | Money in the Bank | The Beast in the East | NXT TakeOver: Brooklyn | Night of Champions | NXT TakeOver: Respect           | Survivor Series | NXT TakeOver: London          |
| Royal Rumble | Fastlane            | WrestleMania 31 | King of the Ring | Elimination Chamber       | Money in the Bank | Battleground          | SummerSlam             | Night of Champions | Hell in a Cell                  | Survivor Series | NXT TakeOver: London          |

#### 2016
| Januari      | Februari | Maart     | April                | Mei           | Juni                  | Juli         | Augustus                  | September                    | Oktober        | November              | December                      |
| ------------ | -------- | --------- | -------------------- | ------------- | --------------------- | ------------ | ------------------------- | ---------------------------- | -------------- | --------------------- | ----------------------------- |
| Royal Rumble | Fastlane | Roadblock | NXT TakeOver: Dallas | Payback       | NXT TakeOver: The End | Battleground | NXT TakeOver: Brooklyn II | Backlash                     | No Mercy       | NXT TakeOver: Toronto | TLC: Tables, Ladders & Chairs |
| Royal Rumble | Fastlane | Roadblock | WrestleMania 32      | Extreme Rules | Money in the Bank     | Battleground | SummerSlam                | Cruiserweight Classic Finale | Hell in a Cell | NXT TakeOver: Toronto | TLC: Tables, Ladders & Chairs |
| Royal Rumble | Fastlane | Roadblock | WrestleMania 32      | Extreme Rules | Money in the Bank     | Battleground | SummerSlam                | Clash of Champions           | Hell in a Cell | Survivor Series       | Roadblock: End of the Line    |

#### 2017
| Januari                                | Februari            | Maart    | April                 | Mei                                 | Juni              | Juli                | Augustus                   | September                | Oktober                       | November               | December           |
| -------------------------------------- | ------------------- | -------- | --------------------- | ----------------------------------- | ----------------- | ------------------- | -------------------------- | ------------------------ | ----------------------------- | ---------------------- | ------------------ |
| United Kingdom Championship Tournament | Elimination Chamber | Fastlane | NXT TakeOver: Orlando | United Kingdom Championship Special | Extreme Rules     | Great Balls of Fire | NXT TakeOver: Brooklyn III | Mae Young Classic Finale | Hell in a Cell                | NXT TakeOver: WarGames | Clash of Champions |
| NXT TakeOver: San Antonio              | Elimination Chamber | Fastlane | WrestleMania 33       | NXT TakeOver: Chicago               | Money in the Bank | Battleground        | SummerSlam                 | No Mercy                 | TLC: Tables, Ladders & Chairs | Survivor Series        | Clash of Champions |
| Royal Rumble                           | Elimination Chamber | Fastlane | Payback               | Backlash                            | Money in the Bank | Battleground        | SummerSlam                 | No Mercy                 | TLC: Tables, Ladders & Chairs | Survivor Series        | Clash of Champions |

#### 2018
| Januari                    | Februari            | Maart    | April                     | Mei      | Juni                                   | Juli          | Augustus                 | September      | Oktober         | November               | December                      |
| -------------------------- | ------------------- | -------- | ------------------------- | -------- | -------------------------------------- | ------------- | ------------------------ | -------------- | --------------- | ---------------------- | ----------------------------- |
| NXT TakeOver: Philadelphia | Elimination Chamber | Fastlane | NXT TakeOver: New Orleans | Backlash | NXT TakeOver: Chicago II               | Extreme Rules | NXT TakeOver: Brooklyn 4 | Hell in a Cell | Super Show-Down | Crown Jewel            | TLC: Tables, Ladders & Chairs |
| NXT TakeOver: Philadelphia | Elimination Chamber | Fastlane | NXT TakeOver: New Orleans | Backlash | Money in the Bank                      | Extreme Rules | NXT TakeOver: Brooklyn 4 | Hell in a Cell | Super Show-Down | NXT TakeOver: WarGames | TLC: Tables, Ladders & Chairs |
| Royal Rumble               | Elimination Chamber | Fastlane | WrestleMania 34           | Backlash | United Kingdom Championship Tournament | Extreme Rules | SummerSlam               | Hell in a Cell | Evolution       | Survivor Series        | TLC: Tables, Ladders & Chairs |
| Royal Rumble               | Elimination Chamber | Fastlane | Greatest Royal Rumble     | Backlash | NXT U.K. Championship                  | Extreme Rules | SummerSlam               | Hell in a Cell | Evolution       | Starrcade              | TLC: Tables, Ladders & Chairs |

#### 2019
| Januari                    | Februari            | Maart    | April                      | Mei               | Juni              | Juli          | Augustus                 | September          | Oktober        | November               | December                      |
| -------------------------- | ------------------- | -------- | -------------------------- | ----------------- | ----------------- | ------------- | ------------------------ | ------------------ | -------------- | ---------------------- | ----------------------------- |
| NXT UK TakeOver: Blackpool | Halftime Heat       | Fastlane | NXT TakeOver: New York     | Money in the Bank | NXT TakeOver: XXV | Evolve 131    | NXT TakeOver: Toronto    | Clash of Champions | Hell in a Cell | NXT TakeOver: WarGames | Starrcade                     |
| NXT TakeOver: Phoenix      | Halftime Heat       | Fastlane | WrestleMania 35            | Money in the Bank | Super ShowDown    | Extreme Rules | NXT TakeOver: Toronto    | Clash of Champions | Hell in a Cell | Survivor Series        | Starrcade                     |
| Worlds Collide             | Elimination Chamber | Fastlane | The Shield's Final Chapter | Money in the Bank | Stomping Grounds  | Smackville    | SummerSlam               | Clash of Champions | Crown Jewel    | Survivor Series        | TLC: Tables, Ladders & Chairs |
| Royal Rumble               | Elimination Chamber | Fastlane | The Shield's Final Chapter | Money in the Bank | Stomping Grounds  | Smackville    | NXT UK TakeOver: Cardiff | Clash of Champions | Crown Jewel    | Survivor Series        | TLC: Tables, Ladders & Chairs |

### Jaren twintig

#### 2020
| Januari                       | Februari               | Maart               | April           | Mei               | Juni                        | Juli                             | Augustus         | September          | Oktober         | November        | December                      |
| ----------------------------- | ---------------------- | ------------------- | --------------- | ----------------- | --------------------------- | -------------------------------- | ---------------- | ------------------ | --------------- | --------------- | ----------------------------- |
| NXT UK TakeOver: Blackpool II | NXT TakeOver: Portland | Elimination Chamber | WrestleMania 36 | Money in the Bank | NXT TakeOver: In Your House | The Horror Show at Extreme Rules | NXT TakeOver XXX | Clash of Champions | NXT TakeOver 31 | Survivor Series | NXT TakeOver: WarGames        |
| Worlds Collide                | Shuper ShowDown        | Elimination Chamber | WrestleMania 36 | Money in the Bank | NXT TakeOver: In Your House | The Horror Show at Extreme Rules | SummerSlam       | Clash of Champions | Hell in a Cell  | Survivor Series | NXT TakeOver: WarGames        |
| Royal Rumble                  | Shuper ShowDown        | Elimination Chamber | WrestleMania 36 | Money in the Bank | Backlash                    | The Horror Show at Extreme Rules | Payback          | Clash of Champions | Hell in a Cell  | Survivor Series | TLC: Tables, Ladders & Chairs |

#### 2021
| Januari      | Februari                    | Maart    | April                         | Mei                   | Juni                        | Juli              | Augustus        | September     | Oktober     | November        | December     |
| ------------ | --------------------------- | -------- | ----------------------------- | --------------------- | --------------------------- | ----------------- | --------------- | ------------- | ----------- | --------------- | ------------ |
| Royal Rumble | NXT TakeOver: Vengeance Day | Fastlane | NXT TakeOver: Stand & Deliver | WrestleMania Backlash | NXT TakeOver: In Your House | Money in the Bank | SummerSlam      | Extreme Rules | Crown Jewel | Survivor Series | NXT WarGames |
| Royal Rumble | Elimination Chamber         | Fastlane | WrestleMania 37               | WrestleMania Backlash | Hell in a Cell              | Money in the Bank | NXT TakeOver 36 | Extreme Rules | Crown Jewel | Survivor Series | NXT WarGames |

#### 2022
| Januari      | Februari            | Maart           | April               | Mei                   | Juni              | Juli              | Augustus            | September               | Oktober       | November    | December     |
| ------------ | ------------------- | --------------- | ------------------- | --------------------- | ----------------- | ----------------- | ------------------- | ----------------------- | ------------- | ----------- | ------------ |
| WWE Day 1    | Elimination Chamber |                 | NXT Stand & Deliver | WrestleMania Backlash | NXT In Your House | Money in the Bank |                     | WWE Clash at the Castle | Extreme Rules | Crown Jewel | NXT Deadline |
| Royal Rumble | Elimination Chamber | WrestleMania 38 | Hell in a Cell      | WrestleMania Backlash | SummerSlam        | Worlds Collide    | NXT Halloween Havoc | Survivor Series         |               |             | NXT Deadline |

#### 2023
| Januari      | Februari            | Maart              | April               | Mei                         | Juni         | Juli                      | Augustus   | September | Oktober  | November    | December     |
| ------------ | ------------------- | ------------------ | ------------------- | --------------------------- | ------------ | ------------------------- | ---------- | --------- | -------- | ----------- | ------------ |
| Royal Rumble | NXT Vengeance Day   |                    | NXT Stand & Deliver | Backlash                    |              | Money in the Bank         | SummerSlam | Payback   | Fastlane | Crown Jewel | NXT Deadline |
| Royal Rumble | Elimination Chamber | Night of Champions | NXT Stand & Deliver | NXT The Great American Bash | NXT No Mercy | Survivor Series: WarGames | SummerSlam |           | Fastlane |             | NXT Deadline |
| Royal Rumble | Elimination Chamber | WrestleMania 39    | NXT Battleground    | NXT The Great American Bash | NXT No Mercy | Survivor Series: WarGames | SummerSlam |           | Fastlane |             | NXT Deadline |

#### 2024
| Royal Rumble | NXT Vengeance Day | Elimination Chamber: Perth | NXT Stand & Deliver | Backlash France            | NXT Battleground              | Money in the Bank | SummerSlam     | No Mercy | Bad Blood          | Crown Jewel               | NXT: Deadline               |  |  |
| Royal Rumble | NXT Vengeance Day | Elimination Chamber: Perth | WrestleMania XL     | King and Queen of the Ring | Clash at the Castle: Scotland | NXT Heatwave      | Bash in Berlin | No Mercy | NXT Haloween Havoc | Survivor Series War Games | Saturday Night's Main Event |  |  |

#### 2025
| Januari                             | Februari          | Maart                        | April               | Mei                               | Juni               | Juli                           | Augustus       | September | Oktober | November | December |
| ----------------------------------- | ----------------- | ---------------------------- | ------------------- | --------------------------------- | ------------------ | ------------------------------ | -------------- | --------- | ------- | -------- | -------- |
| Saturday Night's Main Event XXXVIII | Royal Rumble      | Elimination Chamber: Toronto | WrestleMania 41     | Saturday Night's Main Event XXXIX | Money in the Bank  | NXT The Great American Bash    | Summerslam     |           |         |          |          |
| Saturday Night's Main Event XXXVIII | NXT Vengeance Day | Elimination Chamber: Toronto | NXT Stand & Deliver | Backlash                          | Money in the Bank  | Saturday Night's Main Event XL | Clash in Paris |           |         |          |          |
| Saturday Night's Main Event XXXVIII | NXT Vengeance Day | Elimination Chamber: Toronto | NXT Stand & Deliver | NXT Battleground                  | Night of Champions | Evolution                      | Clash in Paris |           |         |          |          |